# Jamala

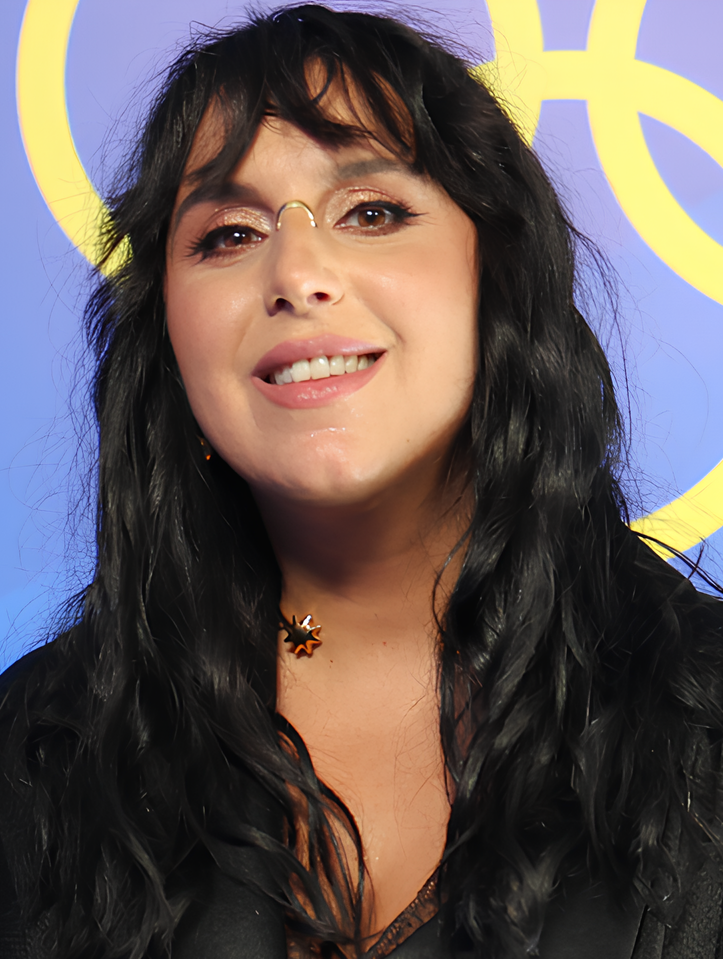
Jamala (2024)

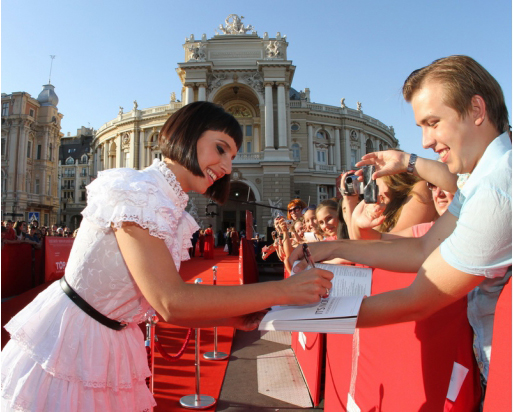
Jamala beim Odessa-Musikfestival 2012

Jamala (ukrainisch Джамала Dschamala, krimtatarisch Camala; bürgerlich Сусана Алімівна Джамаладінова Sussana Alimiwna Dschamaladinowa, Susana Alim qızı Camaladinova, bzw. Susana Camaladinova; * 27. August 1983 in Osch, Kirgisische SSR, Sowjetunion) ist eine ukrainische Sängerin. Sie gewann für die Ukraine den Eurovision Song Contest 2016 (ESC) in Stockholm.

## Leben und Karriere

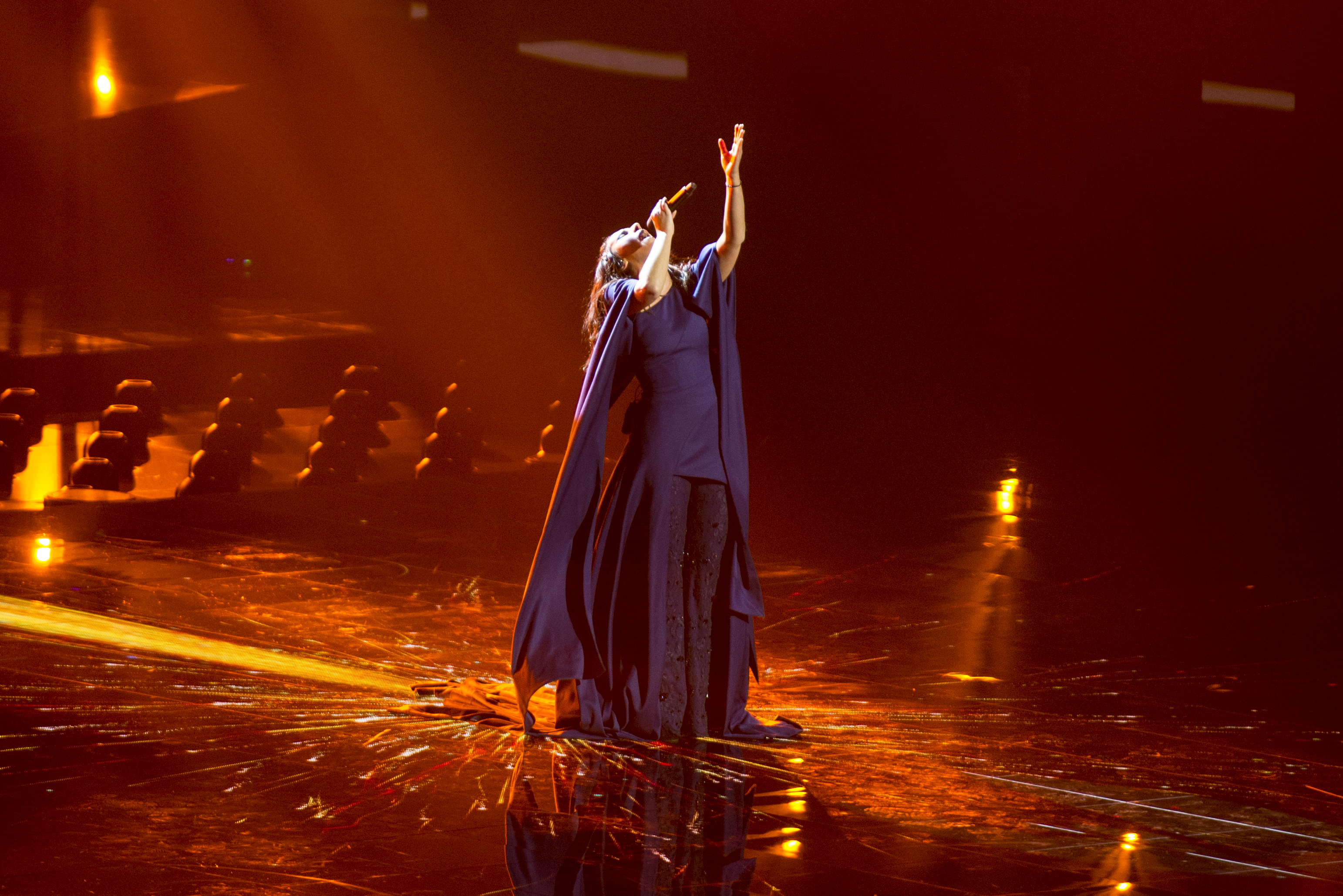
Jamala beim Eurovision Song Contest 2016 in Stockholm

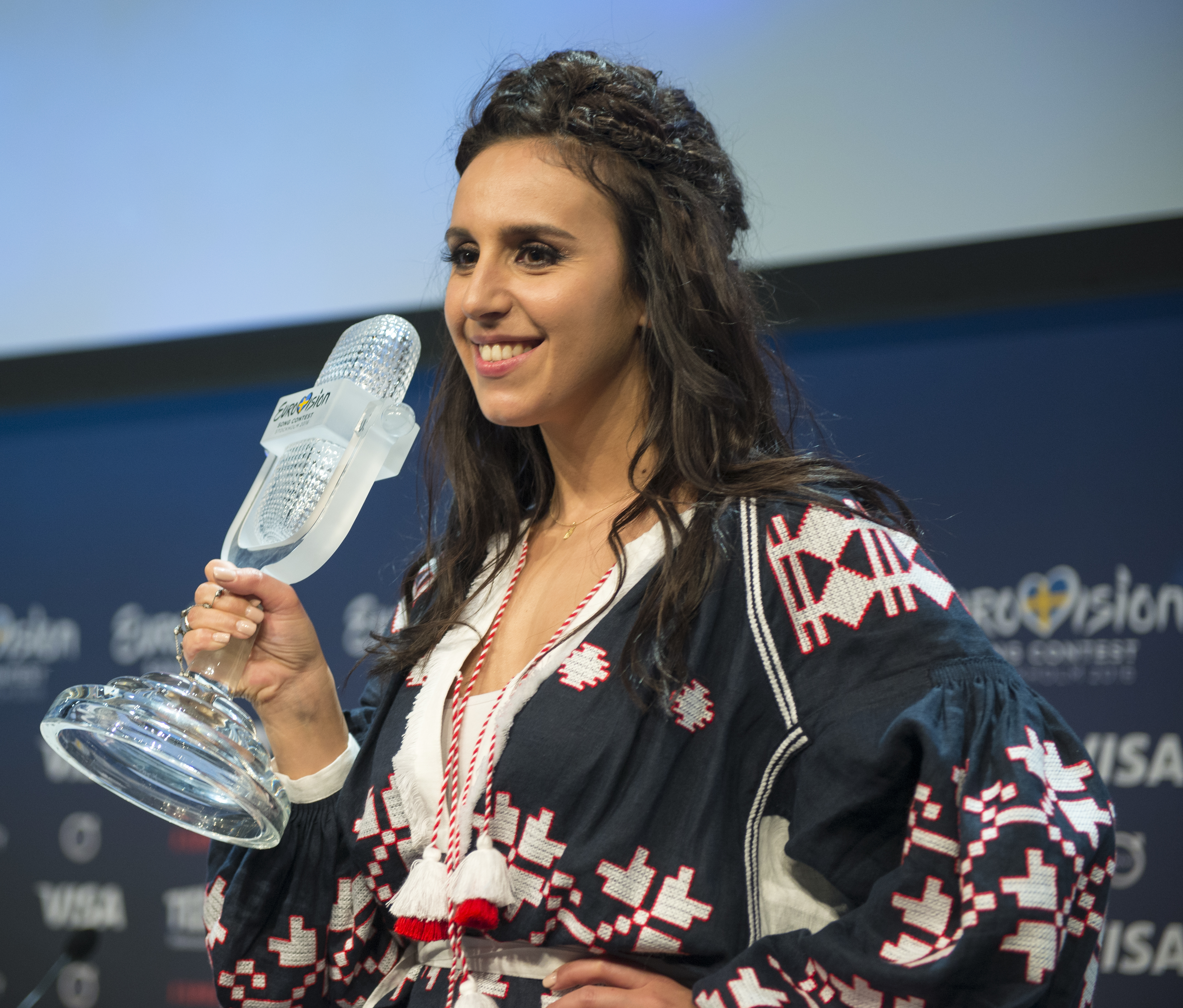
Jamala nach dem Sieg beim Eurovision Song Contest 2016

Sussana Dschamaladinowa wuchs in Osch in Kirgisistan und in Aluschta auf der ukrainischen Halbinsel Krim auf. Ihr Vater ist Krimtatare und wie sie Muslim, während ihre Mutter Christin armenischer Herkunft ist. 1944 wurden ihre Vorfahren väterlicherseits, wie alle Krimtataren, auf Befehl von Josef Stalin wegen angeblicher Kollaboration mit den Nazis von der Krim nach Zentralasien deportiert. Nach Auflösung der Sowjetunion 1991 kehrten ihre Eltern auf die Krim zurück.
Jamala ist Spinto-Sopranistin und in den Genres Jazz, Soul, R&B und Weltmusik mit klassischen und Gospel-Elementen aktiv.
Der Wendepunkt ihrer Karriere war ein Auftritt beim New Wave Festival im lettischen Jūrmala 2009, wo sie einen Sonderpreis für ihre außergewöhnlichen stimmlichen Fähigkeiten und ihre Wandelfähigkeit innerhalb der Genres erhielt.
2011 trat sie erstmals mit dem Titel Smile beim ukrainischen Vorentscheid für den ESC in Düsseldorf an und erreichte im Finale den dritten Platz hinter Zlata Ohnjewitsch und Mika Newton. Aufgrund von Unregelmäßigkeiten beim Voting wurde ein erneuter Vorentscheid für diese drei Interpretinnen anberaumt, der dann aber aufgrund Jamalas Absage, die sie mit Manipulationsvorwürfen an das ukrainische Fernsehen begründete, nicht stattfand, sodass Mika Newton am ESC teilnahm.
2016 gewann sie mit ihrem Lied 1944 zunächst den ukrainischen ESC-Vorentscheid und sie durfte ihr Land somit beim Eurovision Song Contest in Stockholm vertreten. Der Titel ihres Liedes ist eine Anspielung auf das Jahr 1944, in dem Stalin die Krimtataren nach Zentralasien deportieren ließ. Im Text geht sie auf die verlorengegangene Kindheit in der Heimat und die Gräueltaten der Sowjets ein. Durch den Refrain auf Krimtatarisch war diese Sprache erstmals beim Wettbewerb zu hören. Im zweiten Halbfinale am 12. Mai belegte sie mit 287 Punkten den zweiten Platz, womit sie sich für das Finale am 14. Mai qualifizierte. Dieses gewann sie mit 534 Punkten und somit einem geringen Vorsprung von 23 Punkten vor Australiens Dami Im mit ihrem Song Sound of Silence. Im Mai 2016 wurde sie Ehrenbürgerin der Stadt Kiew.
2017, 2018, 2019 und 2022 war sie beim ukrainischen ESC-Vorentscheid Widbir als Jurorin tätig. Im März 2022 war sie Gast bei der Deutschen Vorentscheidung zum Eurovision Song Contest.
Sie spricht Ukrainisch, Krimtatarisch, Russisch und Englisch.
Jamala hat wiederholt den Angriffskrieg Russlands gegen die Ukraine öffentlich angeprangert und macht sich auch für die Krimtataren stark, die auf der von Russland 2014 annektierten Krim Menschenrechtsberichten zufolge unterdrückt werden. Am 20. November 2023 meldeten staatliche russische Nachrichtenagenturen, dass Jamala zur Fahndung ausgeschrieben ist, ohne den strafrechtlichen Vorwurf zu deklarieren. Am selben Tag nahm Jamala Kenntnis davon, postete ein ungläubigen Emoji und ein Hintergrundbild, das sie vor dem Sydney Opera House zeigt.
Aufgrund des Angriffskriegs flüchtete die Sängerin schließlich in die Türkei.
Im März 2024 wurde Jamala mit dem Taras-Shewtschenko-Preis für ihr Album Qirim ausgezeichnet.

## Diskografie

### Alben
- 2011: For Every Heart
- 2013: All or Nothing
- 2015: Подих
- 2016: 1944
- 2018: Крила
- 2021: Ми
- 2023: Qirim

### Live-Alben
- 2012: Live at Arena Concert Plaza (Konzert-DVD)

### Kompilationen
- 2019: 10
- 2020: Свої

### EPs
- 2014: Thank You
- 2016: 1944
- 2021: 05:45
- 2021: Потайки
- 2022: Поклик

### Singles (Auswahl)
- 2016: 1944
- 2016: Злива (mit BoomBox & Piánoboy)
- 2017: I Believe In U
- 2018: Крила
- 2019: Кохаю (mit Jah Khalib)
- 2021: Жалі (mit Alyona Alyona)

## Auszeichnungen
- Ehrenbürger der Stadt Kiew, 2016
- Volkskünstler der Ukraine, 2016
- Taras-Shewtschenko-Preis, 2024